# Raygun Rebels
Raygun Rebels ist eine Rockband aus Bruckmühl.
Die Band um die Brüder Danny und Dom Raygun spielt klassischen Hard Rock mit englischen Texten.
Die Raygun Rebels touren seit Erscheinung des ersten Albums Bring Me Home kontinuierlich durch Deutschland und Europa und hatten auch schon Auftritte in Clubs in Hollywood, Kalifornien.

## Geschichte
Dom und Danny Raygun machten ihre ersten musikalischen Gehversuche in gemeinsamen Jams, wobei Danny zuerst Schlagzeug spielte. Nach diversen Bandprojekten mit lokalen Musikern formten sie 2007 die Band Raygun Rebels und absolvierten noch im selben Jahr die ersten Live-Auftritte. Nach dem Ausstieg von Bassist Rasso Wagner gab die Band mehrere Konzerte mit verschiedenen Bassisten, bevor sie 2009 Pelle Ericson als neues Bandmitglied fanden. 2010 nahmen sie dann das erste Album Bring me Home auf und sind seitdem in ihrer jetzigen Formation unverändert. Mit neuem Album im Gepäck ging es in die USA, wo sie das Album in den Clubs Whisky a Go Go und Viper Room am Sunset Strip präsentieren konnten. Die Kritiken des Albums waren durchwachsen und reichten von „qualitativ solide“ bis zu einer Platte, die „auf niedrigem Niveau dahindümpelt“. Die meiste Beachtung findet die Band mit Live-Shows in Europa. 2012 gingen die Raygun Rebels gemeinsam mit der New Yorker Band Sex Slaves auf vierwöchige Europa-Tour und spielten in sieben Ländern. Am 20. Januar 2013 veröffentlichten sie das Video zur Single Everyday, das sie gemeinsam mit den Gastmusikern Florian Schilling (Standing Grains) und Ben Sendlinger (Ten Cent Jane) in Eigenregie aufnahmen. Der Song befindet sich auf keinem Album der Band und ist nur als kostenloser Download erhältlich. Auf seiner 2014er Tour Aftermath of the Lowdown wählte Richie Sambora die Band aus, um mit ihm gemeinsam die Coverversion Lean on Me von Bill Withers im Münchner Kesselhaus vorzutragen. Neben ständigen Live-Konzerten brachte die Band am 25. November 2016 das neue Album Pistoleros from Outer Space auf den Markt. Bei der CD-Relase Party kam es zu einer Bombendrohung und das Gebäude musste kurzzeitig evakuiert werden.

## Live
Die Raygun Rebels teilten sich die Bühne u. a. mit L.A. Guns, Iron Butterfly, Vains of Jenna, Destruction, Sex Slaves, Elegantly Wasted, Sister und vielen mehr.

## Nebenprojekte
- Danny Raygun tritt immer wieder als Gitarrist für die The Runaways Sängern Cherie Currie auf und ist auch auf deren aktuellem Live-Album "Midnight Music in London" zu hören[5]
- Danny Raygun ist seit 2018 Gitarrist der Münchner Punkrockband Lustfinger
- Dom und Danny Raygun spielen in der Ramones-/Misfits-Tribute-Band „The Rafits“, die seit 2015 auch eigene Songs im Repertoire hat
- Danny Raygun und Pelle Ericson haben ein gemeinsames Akustik-Gitarren Projekt namens „Dino & the Hearbreaker“.
- Danny Raygun wurde im Juli 2015 auf Facebook offiziell als neuer Schlagzeuger seiner ehemaligen Band „Ten Cent Jane“ vorgestellt.
- Pelle Ericson agiert als Solokünstler unter dem Pseudonym „Hurricane Hoagascht“.

## Diskografie
Alben
- 2010: Bring Me Home (SAOL / H’Art / Zebralution)[6]
- 2016: Pistoleros from Outer Space (Music Buy Mail)[7]

EPs
- 2010: Raygun Rebels

Kompilationsbeiträge
- 2009: Financial Distress Blues auf Sampler 09 (Double Tracked Records)[8]
- 2011: I Want You auf Hear It! Volume 55 (Rock It!)
- 2011: Bring Me Home auf Pumpin' Iron Vol. 2 (SAOL / H'art)[9]
- 2011: I Want You auf The Sound of Hardline Magazine Vol.6 (Hardline Magazine)[10]
- 2012: Financial Distress Blues auf Legacy #77 (Legacy)